# 政府大厦大草场

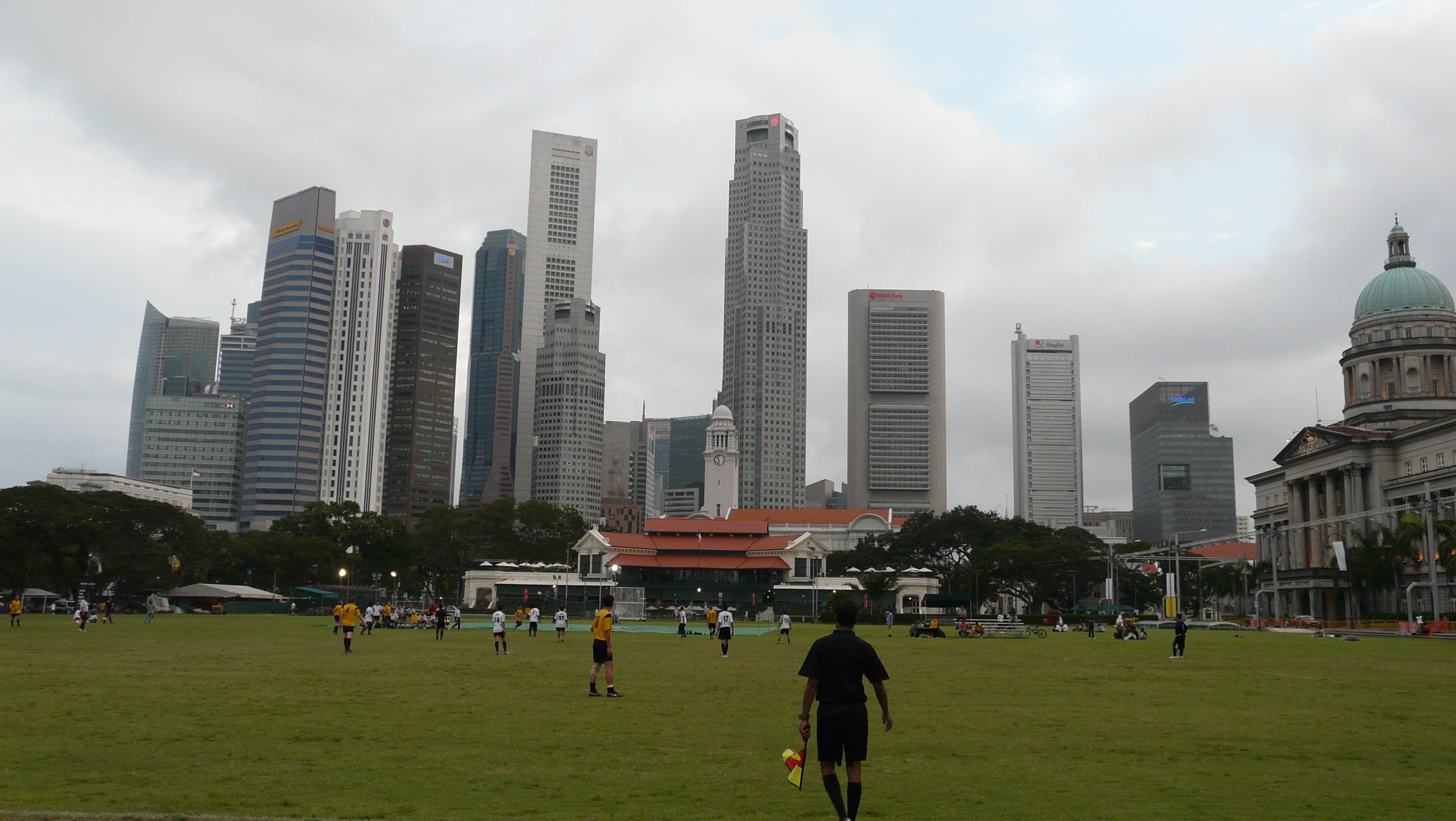

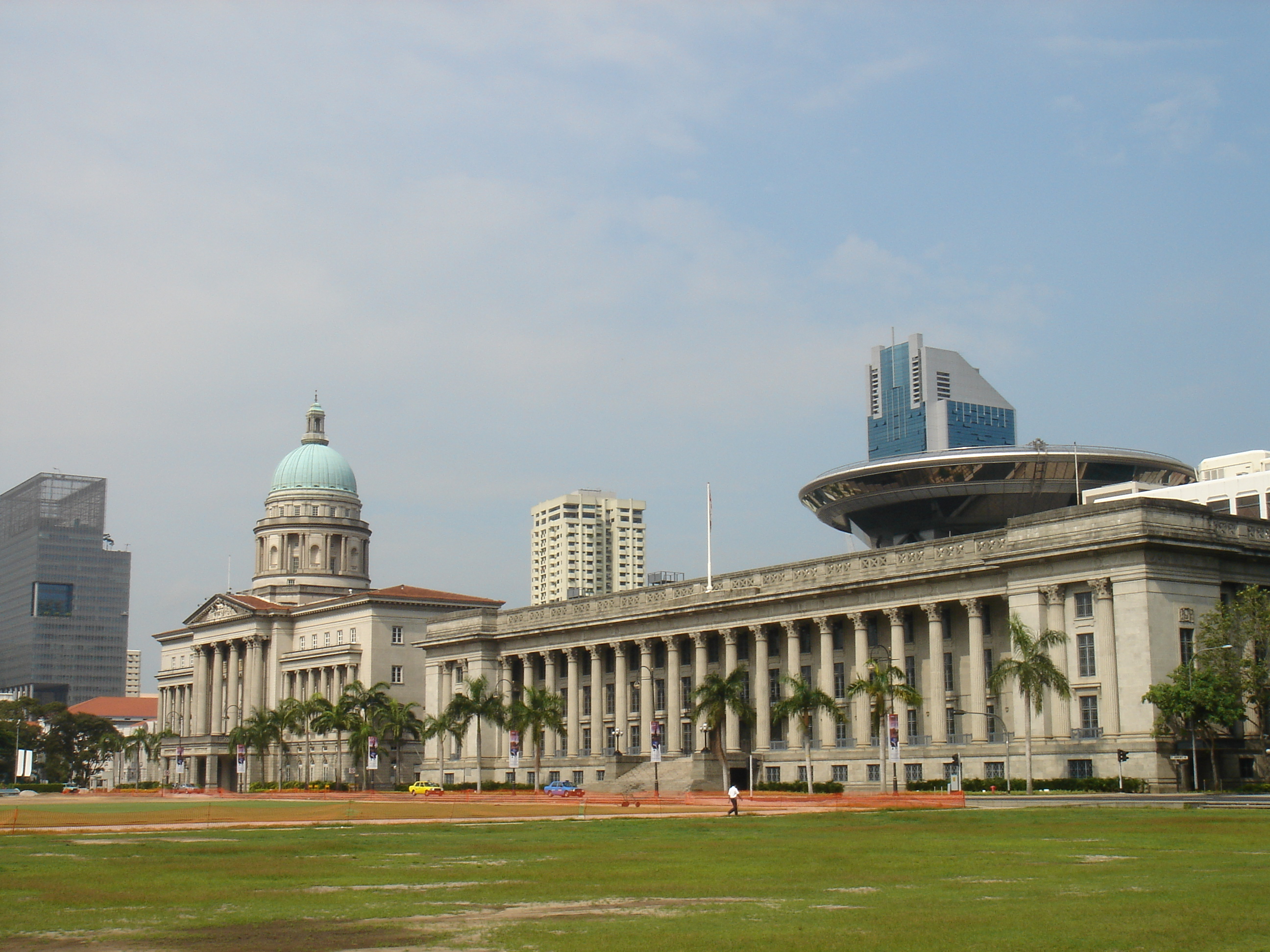

政府大厦大草场（The Padang）是一个开放空间，位于新加坡中区，中央商务区的心脏。政府大厦大草场周边环绕着几个重要的标志性建筑，包括圣安德烈座堂、政府大厦、最高法院大厦以及政府大厦地铁站。 
由于其优越的地理位置和历史意义，政府大厦大草场曾被用于各种活动的场地，包括2005年,2010年和2023年的新加坡國慶慶典。
新加坡板球俱乐部位于此处。